# Psychocampa belaria
Psychocampa belaria is een vlinder uit de familie van de Mimallonidae. De wetenschappelijke naam van de soort is voor het eerst geldig gepubliceerd in 1928 door Schaus.